# Saad Al-Harthi
Saad Mish'al Al-Harthi (سعد الحارثي; Riyad, 3 febbraio 1984) è un ex calciatore saudita, di ruolo attaccante.